# Glypta maruyamensis
Glypta maruyamensis là một loài tò vò trong họ Ichneumonidae.